# Francis Duncan O’Flynn

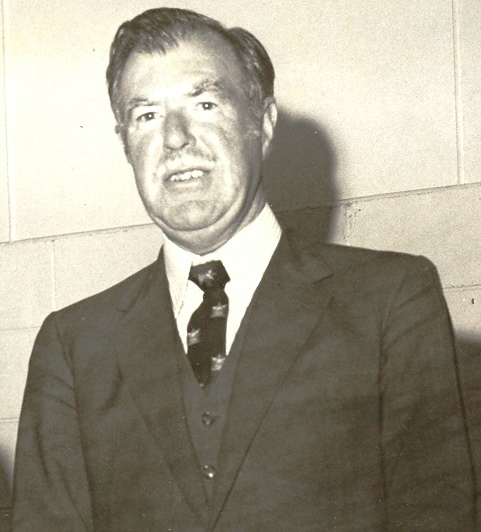
Francis Duncan O’Flynn (1972)

Francis Duncan O’Flynn, BA, LLB, LLM, QC (* 24. Oktober 1918 in Greymouth, Neuseeland; † 17. Oktober 2003 in Neuseeland), in der Öffentlichkeit als Frank O’Flynn bekannt, war ein neuseeländischer Rechtsanwalt, Politiker der New Zealand Labour Party und Verteidigungsminister in der Regierung von David Lange.

## Leben
Francis Duncan O’Flynn wurde am 24. Oktober 1918 als erster von drei Kindern der Eheleute Francis Edward O’Flynn und Margaret Helen Valentine Duncan in Greymouth, an der Westküste der Südinsel geboren. Beide Eltern waren Lehrer an der Runanga School in dem kleinen Ort Runanga, wenige Kilometer nördlich von Greymouth und sein Vater führte die Schule. 1922 zog die Familie nach Christchurch, wo sein Vater eine Anstellung als Schulleiter bekam.
O’Flynn besuchte 1931 in Christchurch die District High School und später von 1932 bis 1935 die Boys' High School in der Stadt. Als seine Mutter 1937 starb und die Familie nach Wellington zog, war O’Flynn knapp 19 Jahre alt. In Wellington besuchte er in Teilzeit die Victoria University, arbeitete im damaligen Education Department und ab 1939 als Angestellter des Wellington Labourers’ Union Secretary. 1940 schloss er seinen ersten Teil des Studiums mit dem Bachelor of Arts ab und ging 1942 zur Royal New Zealand Air Force für die er Hauptmann der Luftstreitkräfte im Pazifischen Raum eingesetzt wurde.
Nach dem Ende des Zweiten Weltkriegs fand O’Flynn eine Anstellung in einer Anwaltskanzlei in Wellington und setzte sein vor dem Krieg angefangenes Jura-Studium fort. 1947 schloss er sein Studium mit dem Bachelor of Laws und ein Jahr später mit dem Master of Laws ab. Anschließend praktizierte er in Wellington als Barrister und Solicitor bis zum Jahr 1968, als er zum Queen’s Counsel berufen wurde.
1972 gab er für sein politisches Engagement die Position des Queen’s Counsel auf und kandidierte erfolgreich für einen Sitz im neuseeländischen Parlament für den Wahlbezirk Kapiti, verlor diesen aber wieder drei Jahre später. Zurück zu seinem Beruf übernahm er die Position des Redakteurs für das Fachmagazin New Zealand Law Reports. 1978 kandidierte O’Flynn erneut für einen Sitz im Parlament, dieses Mal für den Wahlbezirk Island Bay, gewann diesen und blieb im Parlament bis zum Jahr 1987. Als Labour 1984 die Wahl gewann, übernahm er in der Regierung von David Lange die Ministerposten für den
- Minister of State (Staatsminister),
- Minister of Defence (Verteidigungsminister),
- Minister in charge of War Pensions (Minister für Staatspensionen für Soldaten),
- Minister in charge of Rehabilitation (Minister für Rehabilitationen),
- Deputy Minister of Foreign Affairs (Stellvertretender Außenminister),
- Associate Minister of Overseas Trade and Marketing (assoziierter Minister für Außenhandel).

Als Verteidigungsminister war er an der Politik der nuklearfreien Zone Neuseelands beteiligt.
O’Flynn verließ die parlamentarische Bühne aus gesundheitlichen Gründen im Jahr 1987 und musste in den Folgejahren einen Schlaganfall verarbeiten, von dem er sich aber erholen konnte.
Francis Duncan O’Flynn verstarb am 17. Oktober 2003.

## Familie
1942 heiratete O’Flynn Sylvia Elizabeth Hefford, mit der er vier Kinder hatte.